# 取石村
取石村（とりいしむら）は、かつて大阪府にあった村である。
現在の高石市東部、取石・西取石・加茂（一部）・綾園（一部）にあたる。

## 歴史
「取石」という地名は、取石池の名が『万葉集』に見え、それにちなむ。また『続日本紀』巻九によると、聖武天皇は即位した724年（神亀元年）10月紀伊国行幸の帰途、和泉国取石頓宮に立ち寄っている。鎌倉時代の1282年（弘安5年）には、西大寺の叡尊が立ち寄っている。
この地域の氏神である等乃伎神社が鎮座する富木村については、『古事記』下巻・仁徳天皇148に「兔寸（とのき）」という地名が見え、朝日が当たると影が淡路島に届き、夕日が当たると影が高安山を越えるという巨木があったと記されている。また『続日本紀』巻十八によると、752年（天平勝宝4年）5月に殿来（トノキノ）連竹田売という人物が、朝廷から外従五位下に叙位されている。鎌倉時代末期の1330年(元徳2年)11月初旬の六波羅探題による和泉国悪党討伐のさいには、のちに楠木正成配下になる八田助房がせまる討伐軍に対し蜂田郷の自邸を焼き同盟していた殿木（とのき）兵衛入道の邸に身を寄せ籠城して抵抗したとある。
江戸時代は、幕府領であった。幕末は、大半が一橋徳川家領、一部が岸和田藩預地（日常の統治は岸和田藩、納税先は幕府）。旧高旧領取調帳によればその内訳は、次の通り。
富木（とのぎ）村…740石。等乃伎神社および楷定寺は、免税。
新家（しんけ）村…148石。大年社は、免税。
土生（はぶ）村…140石。菅原社は、免税。

大園（おおぞの）村…169石。壺神社および善称寺は、免税。
南出（みなみで）村…206石。大年社は、免税。
市場（いちば）村…岸和田藩預地342石。稲荷社および専称寺は、免税。
1782年（天明2年）7月、一橋徳川家領の村々が重税に反対し一揆をおこし千原村（現泉大津市千原）にあった掛屋を襲撃した千原騒動があったが、富木村から土井忠兵衛、新家村から勘七、土生村から了意が参加し、騒動後の8月に捕縛され全員獄中で亡くなっている。
明治以降の沿革
- 1885年（明治18年）、大鳥郡市場村と南出村が合併して、大鳥郡綾井村となる。
- 1889年（明治22年）4月1日、大鳥郡富木村、新家村、土生村、大園村、綾井村が合併して、大鳥郡取石村が発足。大字土生に村役場を設置。
- 1896年（明治29年）4月1日、郡の統廃合により、所属郡が泉北郡となる。
- 1908年〜1909年（明治41〜42年）大園の壺神社、土生の菅原社、新家の大年社、市場の稲荷社、南出の大年社を、富木の等乃伎神社に合祀。
- 1940年（昭和15年）3月1日、富木駅が開業。
- 1953年（昭和28年）4月1日、泉北郡高石町に編入される。

## 建造物・史跡
和泉黄金塚古墳（和泉市）…当地域の南東に間近に位置する国史跡。邪馬台国のころの中国王朝、魏の景初3年の年号入りの銅鏡が出土している。
旧富木村の史跡
- 富木車塚古墳…かつて存在した車塚古墳だが、現在は立札があるのみ。全長45メートル、高さ5メートルの前方後円墳で、1959年の大阪市立美術館と高石町の共同調査により横穴式石室のほか６か所から木棺と副葬品が出土した。埋葬されていたのは十数人とみられ、この地域を根拠地とした古代氏族の殿来連（むらじ）との関連がいわれている。1962年4月-5月ころ、宅地造成のため破壊された。
- 等乃伎神社…延喜式内社（小社）[9]。主神は、天児屋根命で、他に壺大神・菅原道真・大歳大神。社殿は、1987年（昭和62年）に改築された。例大祭は、10月5日[10]。
- 楷定寺…山号は古今山。浄土真宗本願寺派。江戸時代中期の元文年間（1736-40年）に創建。本堂は、1813年（文化10年）のもの。本尊は、阿弥陀如来立像。境内に、土井忠兵衛の墓がある（法要は1月9日）[11]。

旧大園村の史跡
- 善称寺…浄土真宗本願寺派。本堂は、1996年改修の入母屋造り。本尊は、阿弥陀如来像。境内に、親鸞の幼児像がある。

旧市場村の史跡
- 綾井城…鎌倉〜室町時代、地域の豪族の沼（沼間）氏の居城だった。現在の専称寺の位置にあり、今も堀が残る。戦国時代、当主の沼間日向守任世は、織田信長に従い石山合戦に参加。しかし1576年（天正4年）戦死し、滅亡した。
- 専称寺…山号は城蹟山。浄土宗。1593年（文禄2年）城跡に、助松（現泉大津市）から移転。本尊は、阿弥陀如来像。境内に、鐘楼がある。

## 文化
秋のだんじり祭
江戸時代から行われている。
富木村のだんじりは、廃絶されることなく現在まで続いている。
他の村々のだんじりは、廃絶していたが、1982年の高石まつりパレードを機に復活した。
この経緯から、富木村のだんじりは北隣の鳳だんじり祭りに参加し主に堺市西区を曳行。富木村以外のだんじりは、高石連合の高石だんじり祭に参加するといういびつなことになっている。

## 交通

### 鉄道路線
1940年（昭和15年）阪和電気鉄道の富木停留場、開設。同年、南海電鉄に移され、南海山手線の駅となる。1944年（昭和19年）国有化された。
- 日本国有鉄道（現・西日本旅客鉄道）
  - 阪和線
    - 富木駅

### 道路
- 熊野街道（小栗街道）…鳳商店街から南進し、富木村の東端を通り、土生村を通り、和泉市に入る。